# Richard Tesařík
Richard Tesařík (ur. 3 grudnia 1915 w Pradze, zm. 27 marca 1967 w Uściu nad Łabą) – czechosłowacki generał, Bohater Związku Radzieckiego (1943).

## Życiorys
Po ukończeniu szkoły średniej pracował w kompaniach handlowych. Od 1937 służył w czechosłowackiej armii, w marcu 1939 uczestniczył w działaniach bojowych podczas konfliktu słowacko-węgierskiego, następnie po zajęciu Rusi Zakarpackiej przez Węgry wyemigrował do Polski, skąd we wrześniu 1939 w składzie samodzielnego legionu czechosłowackiego uszedł do ZSRR. Został osadzony w obozie dla internowanych, w lutym 1942 wstąpił do 1 samodzielnego batalionu czechosłowackiego sformowanego z czeskich i słowackich ochotników pod dowództwem pułkownika Ludvíka Svobody w Buzułuku, w marcu 1943 jako zastępca dowódcy kompanii piechoty brał udział w pierwszej walce czechosłowackiego batalionu z Niemcami we wsi Sokołowa w obwodzie charkowskim. 5 listopada 1943 wyróżnił się podczas walk o Kijów, likwidując wiele stanowisk ogniowych wroga. Później walczył pod Białą Cerkwią i Żaszkowem, wiosną 1944 w składzie 1 Czechosłowackiego Korpusu Armijnego 1 Frontu Ukraińskiego uczestniczył w walkach w Karpatach, 22 września 1944 został ciężko ranny. W latach 1946–1949 studiował w Wojskowej Akademii Wojsk Pancernych i Zmechanizowanych im. Stalina w Moskwie, w 1949 został starszym wykładowcą szkoły wojskowej w Pradze, a w 1950 szefem sztabu Wojsk Pancernych i Zmechanizowanych Armii Czechosłowackiej, 1952–1953 dowodził wojskami pancernymi i zmechanizowanymi 2 Okręgu Wojskowego Czechosłowacji. W grudniu 1953 został aresztowany i skazany na 9 miesięcy więzienia, w sierpniu 1954 zwolniony i przywrócony do służby w armii, w 1955 otrzymał stopień generalski. W latach 1954–1956 dowodził 13 Dywizją Pancerną, 1956–1958 był zastępcą dowódcy 1 Okręgu Wojskowego, 1958-1959 zastępcą dowódcy 4 Armii, 1959–1960 studiował w Wojskowej Akademii Sztabu Generalnego ZSRR w Moskwie, jednak po roku został odwołany do Pragi, w listopadzie 1960 wykluczony z partii i zwolniony z armii.

## Odznaczenia
- Krzyż Wojenny Czechosłowacki 1939 (pięciokrotnie)
- Czechosłowacki Wojskowy Order Lwa Białego „Za zwycięstwo” (1945)
- Order Słowackiego Powstania Narodowego I klasy
- Order Czerwonego Sztandaru (dwukrotnie)
- Order Czerwonej Gwiazdy
- Czechosłowacki Medal za Odwagę w Obliczu Nieprzyjaciela
- Medal za Zasługi I klasy
- Medal za Zasługi dla Ojczyzny
- Medal za Zasługi w Walce z Faszyzmem
- Czechosłowacki Wojskowy Medal Pamiątkowy
- Sokołowski Medal Pamiątkowy
- Dukielski Medal Pamiątkowy
- Złota Gwiazda Bohatera Związku Radzieckiego (ZSRR, 21 grudnia 1943)
- Order Lenina (ZSRR, 21 grudnia 1943)
- Order Czerwonej Gwiazdy (ZSRR, dwukrotnie - 17 kwietnia 1943 i 10 sierpnia 1945)
- Order Virtuti Militari (Polska)
- Order Korony Rumunii (Rumunia)